# 타임 (잡지)

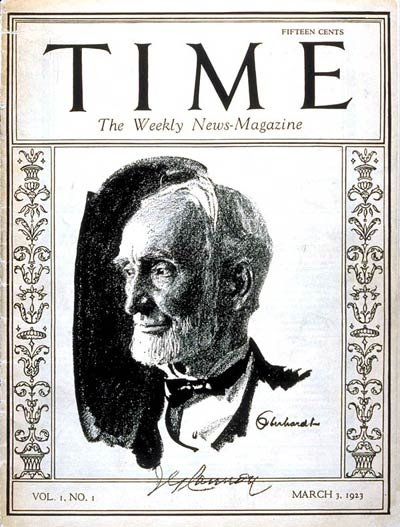
미국 연사 조지프 G. 캐넌을 주인공으로 한 타임지(1923년 3월 3일자) 1호 표지

《타임》(Time)은 1923년 창간된 미국의 잡지이다. 거의 한 세기 동안 주간지로 발행했으나, 2020년 3월부터 격주간지로 변경했다. 유럽판 타임지(Time Europe, 전에는 Time Atlantic이었음)는 영국의 런던에서 출판된다. Time Europe은 중동, 아프리카 그리고 2003년부터는 라틴 아메리카까지 다룬다. 타임 아시아판은 홍콩에 본부를 두고 있으며, 캐나다판은 토론토에 본부가 있다.
1989년부터 워너미디어 사의 소유가 되었다. 미국의 주간지 중 가장 판매량이 많은 잡지이다. "전 세계에 타임지를 배포하여 공동의 나라들이 하나로 생겨서 모든 일을 이루어내자."라는 만화그림이 있다.

## 올해의 인물
《타임》지의 가장 유명한 기사는 80년간 매년 발표된 올해의 인물(Person of the Year: 예전에는 Man of the Year) 커버 스토리이다. 한해 뉴스 중에 가장 큰 영향을 끼친 인물에 대한 선정이다. 제목에도 불구하고, 1982년에는 올해의 기계(Machine of the Year)로 가정용 컴퓨터가 선정되기도 했다.
1999년에는, 알베르트 아인슈타인 박사가 세기의 인물로 선정되었다.
올해의 인물 인터넷 투표에서는, 1998년에 미국의 프로레슬러 믹 폴리(Mick Forey), 2001년에 일본의 배우 다시로 마사시(Masashi Tashiro)가 각각 조작표로 1위가 되었던 적이 있다. 타임은 그 후 투표 결과를 무효로 했다.
그 외에도 1938년에 아돌프 히틀러, 1979년에는 루홀라 호메이니를 선정해 논란을 불러일으키기도 했다.
2017년 5월엔 '협상가'라는 부제와 함께 문재인 전 대통령을 표지 모델로 삼기도 했다.